# Rafael Pascual del Pobil Estellés
Rafael Pascual del Pobil Estellés (Alacant, 23 de febrer de 1826 - 10 de juny de 1910) fou un aristòcrata i polític valencià, fill de José María Pascual del Pobil Guzmán, V Baró de Finestrat.
Membre del Partit Moderat, el 1843 fou regidor de l'ajuntament d'Alacant, amb només 17 anys. El 1848 fou membre de la Junta d'Agricultura i el 1851 un dels fundadors del Casino d'Alacant. El 1852 arribaria a tinent d'alcalde i el 1853 a alcalde d'Alacant. El 1856 arribaria a sotstinent de la Milícia Nacional.
Després d'estar un temps allunyat de la política hi va tornar durant la restauració borbònica com a diputat a la Diputació d'Alacant pel districte de Dolors el 1875 pel Partit Conservador.